# La Peñota
La Peñota est une montagne de la sierra de Guadarrama en Espagne.